# Agersø
 Ikke at forveksle med Agerø.
Agersø er en dansk ø mellem Storebælt og Smålandsfarvandet. Øen har et areal på 6,84 km² og 188 beboere (2021); hovedparten er bosat i byen Agersø. Færgen til Agersø afgår fra færgelejet Stigsnæs på det sydvestlige Sjælland. Øen, der hører under Slagelse Kommune, udgør også Agersø Sogn. Agersø Kirke og Omø Kirke har fælles præst, som er bosat på Agersø.
På Agersø fejrer man stadig, i lighed med på naboøen Omø, Helligtrekongers aften med et fastelavnsagtigt løb, kaldet Hellig Tre Kongers løb.